# アトリオン製菓
アトリオン製菓株式会社（アトリオンせいか）は、長野県須坂市高梨に拠点を置く日本の食品製造業者。丸紅の完全子会社。旧社名は明治産業株式会社（めいじさんぎょう）で、かつては明治の子会社であり、おもに明治の下請けを行っていた。

## 沿革
- 1945年（昭和20年） - 新興産業株式会社が設立される。
- 1949年（昭和24年） - 明治キャラメル生産開始する。
- 1953年（昭和28年） - 商号を明治産業株式会社に変更する。
- 1970年（昭和45年） - カールの製造設備を導入する。
- 1980年（昭和55年） - 東京営業所を開設。
- 1982年（昭和57年） - 大阪営業所を開設。
- 2023年（令和5年）
  - 3月 - 丸紅が明治産業を買収することを発表。明治から受託製造されている「ヨーグレット」や「ハイレモン」などの商標権も明治産業に移管した上で将来的に丸紅が取得するとしている[2]。
  - 5月 - 丸紅が明治産業の株式および関連する商標権等の無形資産を明治より取得[3]。
  - 6月 - 商号をアトリオン製菓株式会社に変更[3][4]。

## 製造食品
「atrion」のブランドでキャンディ、グミ、錠菓を製造している。明治産業時代は「Meisan」の独自ブランドで、主にキャンディ類を生産していた。「Meisan」のロゴマークは2008年まで使用されていた旧明治製菓のロゴ（亀倉雄策作）と類似していた。
また、明治傘下時代は明治ブランドの一部商品を受託製造していた。このうちヨーグレットやハイレモンなどは、明治から当社へ商標権が移管された。

### atrionブランドの製品
- ヨーグレット
- ハイレモン
- コーラパンチ
- ヨーグレットグミ
- ハイレモングミ
- パチパチパニック - はじけるキャンディ
- キャンディ類

### 明治からの受託生産（終了）
- マーブルチョコレート

明治が販売するマーブルチョコレートや地域限定マーブルチョコレートなどを生産していた。
- カール

明治が販売するカールのチーズ味やうす味といった一般的な商品をはじめ、小粒カールに味付けを工夫した地域限定のカールなどの生産も行っていたが、2017年を以て終了。